# Isola LEGO 2: La rivincita del Briccone
Isola LEGO 2: La rivincita del Briccone (LEGO Island 2: The Brickster's Revenge) è un videogioco di tipo avventura dinamica e commedia. È il sequel di Isola LEGO, ed è stato seguito da Island Xtreme Stunts. Vi si proseguono le avventure dello skater porta pizza Pepe Roni (Pepper Roni in originale), che ancora una volta ha bisogno di salvare l'isola e l'intero universo LEGO dal Briccone (Brickster in originale).

## Trama
Come in Isola LEGO, ci sono "missioni" da fare, ma in questo sequel, devono essere completate in modo lineare. L'unico personaggio giocabile in questo gioco è Pepe Roni, a differenza del gioco precedente, in cui erano disponibili più minifigure.
Dopo gli eventi del gioco precedente e la ricattura di Briccone, a Pepe Roni è stata promessa una nuova casa, a condizione che egli offra le pizze in tutta l'isola. Dopo aver consegnato abbastanza pizze per guadagnare la sua nuova casa, a Pepe viene detto al cellulare di consegnare una pizza alla stazione di polizia. Briccone utilizza dei peperoncini recuperati dalla pizza precedente per formare un ardente respiro di pizza calda, con il quale scioglie le porte della prigione e scappa, rubando un elicottero della polizia. Così vola verso il centro informazioni e ruba la Constructopedia, il libro contenente i progetti di tutti gli edifici dell'isola, e quindi disperde le sue pagine attraverso lo spazio e il tempo. Tutti gli edifici di Isola Lego sono distrutti. Dopo aver chiamato i 'Briccone-Bots' di Ogel, Briccone parte per Ogel Island (un asteroide fluttuante nello spazio che è abitato da alieni e Briccone Bots dove poi il Briccone risiede). Pepe deve così dare la caccia e distruggere i Briccone-Bots lanciando loro addosso le pizze. Poi comincia a individuare alcune delle pagine disperse. Con ogni pagina ritrovata, un edificio viene ricostruito.

## Personaggi
Il gioco ha un gran varietà di personaggi Lego. Molti dei personaggi del gioco originale, come Informatto, Laura, Nick, Papà, Mamma, Nubby e molti altri volti noti di ritorno. Vengono aggiunti personaggi aggiuntivi, gente come Darren (uno dei produttori del gioco), giocatori di calcio, DJ, il tecnico Bob eccetera. 
Ci sono anche personaggi non giocabili nel gioco che si basano sulle minifigure Lego di alcuni set Lego popolari nel 2001: gente come Johnny Thunder, Cedric the Bull e il signor Hates (Sam Sinister o Baron von Barron). 
Il Master Station è un riferimento a LEGO Loco, in cui il capo-stazione dovrebbe, a volte, trasformarsi in un supereroe.